# Вијетнамски рат
Вијетнамски рат (или Други индокинески рат) био је сукоб између Демократске Републике Вијетнам (Северни Вијетнам), у савезу са Вијетконгом, против Републике Вијетнам (Јужни Вијетнам), у савезу са САД.
Многи сматрају Вијетнамски рат за „рат преко посредника“, један од неколико који су се догодили током Хладног рата између САД и њених западних савезника са једне стране, и Совјетског Савеза и/или Народне Републике Кине (још један сличан рат се водио у Кореји). Ратови преко посредника су се дешавали јер су најважнији играчи — посебно САД и СССР — били невољни да се директно боре једни против других због неприхватљиве цене — могућег нуклеарног рата.
Северновијетнамски савезници су били Народноослободилачки фронт за ослобођење Јужног Вијетнама, Совјетски Савез, Народна Република Кина и Северна Кореја. Главни савезници Јужног Вијетнама су били САД, Аустралија, Нови Зеланд и Јужна Кореја; јужновијетнамски савезници су разместили велики број војника. Америчке борбене трупе су биле умешане још од 1959, али не у великим бројкама све до 1965. Они су напустили земљу 1973. Велики број цивилних жртава је последица рата који се завршио 30. априла 1975. капитулацијом Јужног Вијетнама. Рат се водио на територији Јужног Вијетнама и у пограничним крајевима суседних држава Камбоџе и Лаоса, уз повремене кампање бомбардовања Северног Вијетнама (операција Котрљајући гром).
У двадесетогодишњем рату погинуло је око 58.000 Американаца, 75.000 Француза и два милиона Вијетнамаца.

## Увод
Јужни Вијетнам је до 1954. године био француска колонија. Већина вијетнамског становништва се противило француској власти. Након значајних војних губитака, француска је тражила излазну стратегију. Под њеном контролом се још увек налазио југ, али је север већ био под управом Вијетнамаца. У међувремену је на северу земље, дошло до раскола између комунистичких и националистичких фактора унутар ослободилачке армије. Као резултат тога је преко милион људи емигрирало на југ.
Женевским споразумом 1954. године Вијетнаму је дата пуна независност, али је био подељен на два дела. На северу који је имао већи број становника формиран је комунистички систем владавине под вођством Хо Ши Мина, а југ је привремено био монархија. Касније је референдумом променио своје уређење у републику под вођством председника Нгоа Дин Зјема. Уговор је предвиђао да се одрже избори и на северу и на југу и изабере влада која ће ујединити земљу. Јужни Вијетнам је то одбио тврдећи да власт на северу никада неће дозволити одржавање праведних избора, да је север пуно бројнији (два милиона становника више него југ) и самим тим у предности и да би југ био дискриминисан.
Демократска Република Вијетнам (Северни Вијетнам) је била веома незадовољна овом одлуком и почела је да наоружава, убацује на југ земље и снабдева снаге под називом Вијетконг, који су махом били пореклом са југа, али су живели на северу. Република Вијетнам (Јужни Вијетнам) је реаговала формирајући своју војску, Армију Републике Вијетнам. Оружане борбе тих снага са снагама севера представљају увод у грађански рат у јужном Вијетнаму. Северни Вијетнам је званично негирао да је умешан у побуну на југу, али је континуирано снабдевао Вијетконг преко мреже путева у Камбоџи и Лаосу (које су биле формално неутралне) да би се крајем 60-их година и сам активно укључио у конфликт.
Северни Вијетнам и Вијетконг су имали снажну подршку источног блока на челу са Совјетским Савезом. Јужни Вијетнам је уживао подршку Америке и западног блока. Аустралија, Јужна Кореја, Нови Зеланд, Тајланд, Филипини и Сједињене Америчке Државе (са највећим бројем) су послале своје трупе 1964, чиме је конфликт и коначно интернационализован. Оне су подржале Јужни Вијетнам због такозване домино теорије, по којој се веровало да, ако Јужни Вијетнам постане комунистички, остале државе у региону би као домине такође промениле државно уређење и постале комунистичке земље.
За поједине земље, Јужни Вијетнам је као демократска држава по западном систему, био прихватљивији него Северни Вијетнам чије је схватање демократије више личило моделу совјетских држава. То је на пример, подстакло Шпанију да пошаље санитетску јединицу као и један број Британаца и Канађана да као добровољци служе у војскама које су имале своје војно присуство.
Северни Вијетнам је добијао помоћ од Северне Кореје, Совјетског Савеза, Кине и неких источноевропских држава, али је помоћ била углавном у храни и новцу. Руси су допринели великим бројем техничара и уређајима противваздушне одбране. Колико је познато, нису слали борбене контингенте. Конфликт се временом проширио и у суседне државе.

## Почетак
Крајем педесетих почиње побуна у неким руралним областима. Делови сеоског становништва се придружују комунистичкој герили Вијетконгу и боре против владе у Сајгону. Већ 1959. у Ханоју је донета одлука да се крене у оштрију борбу против Југа, али не директно већ посредством Вијетконга који би имао извесну подршку у логистици и људству. Сједињене Државе помно прате ситуацију и кују план интервенције. У Вијетнаму се налазе амерички саветници али борбеног особља нема. За безбедност се брине армија Јужног Вијетнама скраћено названа АРВН (арвин). Вијетконг је представљао озбиљан проблем и већ 1958. долазило је до обрачуна са АРВН снагама углавном по руралним областима где је Вијетконг имао највећу подршку.
Да би одржао Вијетконг Север их снабдева преко мреже путева у Лаосу и Камбоџи зван Хо Ши Минов пут који су формално неутрални. Влада покушава да уништи Вијетконг тако што покушава да мотивише разна побуњена села и она која то нису да се приклоне влади великом финансијском помоћи. То није успело јер нека села нису желела да се приклоне влади, а нека су била приморана да одбију разним тактикама застрашивања. Коначно влада одлучује да се сва села ограде и чувају, а она код којих то није могуће да се изместе на места где ће то бити могуће. То је међутим само погоршало проблем јер сељаци су нерадо пристајали да буду премештени са земље на којој су били вековима. Вијетконг је у главном дејствовао ноћу са малом групом људи која би заузела село, побила чланове сеоске управе, а након тога уништила путну инфраструктуру како би спречила армију да брзо интервенише, а некад и узимала „порез“ од локалног становништва. Дешавало се међутим да се сукобе и са регуларном војском са групама које би могле досегнути и до 1000 људи. Пример таквих акција је запањујуће заузимање главног града Пхуок Тан провинције око 70 km северно од Сајгона. Вијетконг је том приликом спалио градску управу, обезглавио градоначелника, војног команданта и његовог помоћника. У току акције је погинуло 70 полицајаца, а око 200 затвореника је побегло из окружног затвора. По завршетку акције Вијетконг се повукао у џунглу. Овом тактиком Вијетконг је успео да створи око 100 џепова које је контролисао барем преко ноћи.
Крајем 1962 процењивало се да Вијетконг има око петину руралног становништва под контролом, директно или индиректно и најмање 20.000 људи под оружјем. Влада још увек успева да изађе на крај са побуном и да обезбеди стабилно снабдевање Сајгона пиринчем. Око седмина села је ограђена и опремљена радио опремом.
У мају 1963. међутим долази до проблема изнутра које немају везе са комунистима. Иако већина, будисти су у сенци католичке мањине, пре свега због тога што је председник и сам католик. Није им дозвољено да истичу своје заставе. Будистички свештеник Три Куанг је одржао говор о верској дискриминацији у Јужном Вијетнаму поводом Будиног рођендана који се прослављао у северном граду Јужног Вијетнама Хуе. Револтирана говором, влада Јужног Вијетнама је забранила репризу говора на радио-станици што је изазвало револт будиста који су изашли да демонстрирају. Демонстрације је сузавцем и шок бомбама угушила полиција. Епилог је било 9 мртвих и много повређених. Криза је погоршана када је председник Дием назвао будистичку делегацију „идиотима“ јер су тражили верске слободе које су већ имали загарантоване уставом. Захваљујући катастрофалним потезима владе протести будиста су се раширили по целој земљи а придружили су им се и студенти. Осам будиста је извршило самоубиство јавним спаљивањем што је шокирало домаћу и инострану јавност. Влада даље реагује тако што насилно претреса верске објекте и хапси све који имају везе са протестима. Много свештених лица је било похапшено, а неки су и пребијани. До краја августа влада је похапсила вође демонстрација, али је свештеник који је својим говором започео демонстрације нашао уточиште у америчкој амбасади.
Револтирани ситуацијом елементи војске су извршили државни удар у коме су погинули председник и његов брат. Уследила је нестабилна ситуација са мешавинама војних и цивилних влада да би се коначно стабилизовала доласком премијера Киа на власт. Устав је промењен тако да је премијер са скупштином имао извршну власт док је председник био само фигура.
Реагујући на догађаје Вијетконг 1964. покушава да искористи своју прилику и покреће масовну офанзиву са циљем да подели Јужни Вијетнам на два дела и да се успостави комунистичка зона. АРВН је тешким напором успео да заустави офанзиву, али се ситуација погоршавала. Само 10 од 43 провинције је било без Вијетконговог утицаја. У осталим провинцијама владине трупе су се непрестано сукобљавале са Вијетконгом по селима иако су градови били релативно сигурни. Влада је покушала да привуче села директним учешћем у извршној власти. У селима која нису била под Вијетконговом контролом одржани су избори и изабрани су већници. Ова стратегија је смањила Вијетконгову контролу над селима на 10% до почетка 70-их.
У 1964. години америчке снаге по први пут добијају мандат да њихови војници уђу у сукоб. Има их мало, али се њихов број 1965. повећава на 175.000. Они се боре са 300.000 АРВН војника. Влада Јужног Вијетнама одобрава учешће америчких трупа у нади да ће им помоћи да се реше Вијетконга.
За то време премијер Ки покушава да реши проблеме у војсци нарочито лоше вођство. 1966. покушава да смени команданта Тиа који има јаку подршку у Да Нангу и Хуеу. Тио је одбио да напусти своје место и у томе су га подржали будисти из Да Нанга. Изнервиран развојем ситуације премијер наређује армији да га насилно разреши дужности. Постојао је страх да ће будисти тражити помоћ од комуниста, али се то није догодило чиме је распршен мит бившег покојног председника Диема да су будисти повезани са комунистима. Владина акција је резултовала смрћу преко 800 цивила након чега се утицај милитантних будиста драстично смањио. Командант Тио је протеран и добио је азил у САД.
Нешто касније те године одржани су избори за уставотворну скупштину. Вијетконг је покушао да спречи изборе тврдећи да свако ко гласа даје подршку влади. Регистровало се 5,2 милиона од могућих 8 милиона, а према званичним подацима одзив је био 80% иако су многи посматрачи ово посматрали са скепсом. Све време АРВН са Американцима изводи такозване „тражи и уништи“ операције по џунглама Јужног Вијетнама.
Почетком 1967. број америчких војника расте на 400.000, а АРВН располаже људством од 700.000 укључујући и полицију која се активно борила. И Вијетконг добија појачања, али она сада стижу са Севера више него што долазе од Јужњака и процењује се да их има око 282.000. Американци сада почињу да делују самостално док АРВН има задатак да одржава ред у земљи. Американци покрећу велике операције Сидер Фолс и Џанкшн Сити. Да би спречили ове операције армија Северног Вијетнама по први пут директно са 60.000 људи прелази границу и улази у Јужни Вијетнам, одвлачећи тиме велики део америчких војника на Север и ефикасно заустављајући операције.
Исте године Јужни Вијетнам добија нови устав који га чини државом са председничким уређењем. Одржава се избор за председника које добија Тиу, генерал Јужновијетнамске војске, а потпредседник постаје бивши премијер Ки. Нешто мање од 5 милиона људи је изашло на биралиште, а победнички кандидат је добио 35% гласова. Изабран је и сенат, а избори су сматрани поштенима. Економија такође почиње да се развија захваљујући пре свега америчкој помоћи. То највише осећају људи који живе у градовима и чији животни стандард постаје највиши у окружењу.
Новембра месеца 1967. 500.000 америчких војника је у Јужном Вијетнаму, а исте године у Сајгон долази председник САД Линдон Џонсон опет са причама да ће Америка сачувати Јужни Вијетнам. Међутим отпор рату расте у САД, октобра 1967. организује се Марш на Пентагон. Џонсон је отпутовао децембра месеца у Аустралију и тамо га је сачекала гневна омладина. Да би некако онемогућили улазак Вијетконга у Јужни Вијетнам Американци бомбардују џунгле у Демократској Народној Републици Лаос. Те џунгле Американци зову Пут Хо Ши Мина. Јако пуно војника гине на свим странама. Америчка војска у просеку губи 140 људи недељно. АРВН и комунисти још више.

## Тет офанзива
Почетком 1968. године је било јасно да ће се нешто догодити. Пут Хо Ши Мина је врвео од саобраћаја где су осматрачи детектовали 8.000 камиона за само један месец. Американци су међутим веровали да је циљ база Ке Сан. Крајем Јануара АРВН је био на степену ниске борбене готовости и 50% његових војника је било на одсуству да би са фамилијом прославили нову годину. Разлог за то је било обострано проглашење примирја за Тет, Вијетнамску нову годину која је падала 31. јануара.
Снаге Северног Вијетнама су то искористиле да изведу операције против великих градова Јужног Вијетнама. У поноћ 30. јануара када су комунистичке снаге (Вијетконг и Армија Северног Вијетнама) напали скоро истовремено Куи Нон и На Чанг, многи АРВН и амерички војници уопште нису реаговали мислећи да се ради о прослави. У року од неколико сати комунистичке трупе су ушле у центар Да Нанга, Хој Ана, Контума, Плеикуа и Буон Ме Туота.
Током јутра 31. јануара комунистички самоубилачки одред се инфилтрирао у центар Сајгона у камиону са цвећем, напавши америчку амбасаду у нападу који је трајао 6 сати. Остатак је у град ушао пешице, градским превозом и воловским запрегама док су им оружје на скривеним местима оставиле унутрашње присталице. Полицијски час који би спречио ово је био суспендован због Нове Године. Резултат је био тотални хаос у коме су се комунисти борили са полицијом, АРВН-ом и Американцима по читавом граду. Вијетконг је успоставио контролу над неким предграђима Сајгона где је убијао људе који имају било какве везе са полицијом или владом. Полиција се светила убијањем заробљених комуниста на лицу места. Слика шефа полиције Јужног Вијетнама Лоана који убија заробљеника који је претходно убио породицу његовог заменика је постала један од симбола страхоте рата. АРВН и амерички авиони су бомбардовали делове предграђа Сајгона у покушају да контролишу ситуацију. Сукоби су у Сајгону трајали до краја марта. 1250 цивила је изгинуло, а 100.000 је остало без крова над главом стварајући огроман економски удар на већ подугу листу избеглица које је требало издржавати.
Најгоре је прошао град Хуе који су комунисти у потпуности освојили и држали 4 недеље. Армија од 3.000 комуниста је држала град. Град је пао након ужасних битака које су се водиле за сваку кућу. У граду је нађено 19 масовних гробница у којима је било покопано преко 1000 људи, углавном људи из градске управе, али и други од којих су неки били и живи сахрањени. Амерички војници су починили ратни злочин у селу Сонг Мај где су побили 109 цивила. Два војника су оптужена, а касније и осуђена на доживотну робију. Офанзива је била заустављена до краја марта.
Према стратегији Северног Вијетнама циљ је био да се тоталним нападом изазове револуција која би срушила Јужну Владу. То се међутим није десило. Операција је у ствари била контрапродуктивна, јер су и људи који нису били наклоњени влади почели да је подржавају након што су видели страхоте Хуеа. Штавише, офанзива је створила 500.000 избеглица који су помоћ и смештај примали од владе, чиме су јој постали још више зависни. Оно што је постигла међутим је доказ да комунисти могу ударити било где, било када, што је код америчке јавности створило још већи отпор према рату. Проблем је повећао главни амерички официр у Вијетнаму, генерал Вестморланд, који је веровао да је армија Вијетконга потпуно растурена „пропалом“ офанзивом и тражио још 200.000 људи да „заврши посао“. То је резултовало његовом сменом и бесом јавности у Вашингтону.
За само две недеље Американци су изгубили 973 људи, АРВН 2.000, а комунисти преко 30.000.
Године 1969. послата је огромна војна помоћ Јужном Вијетнаму. У међувремену у САД су убијени Мартин Лутер Кинг и Роберт Кенеди да би та 1968. у Америци кулминирала огромним антиратним нередима у Чикагу, Лос Анђелесу, Вашингтону и другим градовима.

## Офанзиве и преговори
Ни 1969. није донела велики напредак. Прво на власт долази Ричард Никсон који наређује тајно бомбардовање Демократске Камбоџе. Никсон одлази у Сајгон и обећава Тиу, новом вођи Јужног Вијетнама, помоћ али у лето долази нови талас протеста у САД па 15. октобра 1969. још један. Ово је присилило администрацију САД да почне споро повлачење из Вијетнама у јулу 1969.
Те исте године влада Јужног Вијетнама нуди политичком крилу Вијетконга, Националном Ослободилачком Фронту, да учествује на изборима, али су они то одбили инсистирајући да влада прво мора поднети оставку. Дејство Вијетконга је било слабо ове године и углавном се сводило на гранатирање већих градова. У Ханоју септембра 1969. умире Хо Ши Мин. САД су се надале да ће то окончати рат, али Хо Ши Мин је јасно поручио тестаментом да рат мора да се настави до победе над окупатором што је нови председник Леис Ван подржао.
Другог маја 1970. на универзитету Кент почињу протести који кулминирају пуцањем у студенте и четворо убијених по званичној верзији. Незванично неколико десетина мртвих и на стотине повређених.
1970. су одржани избори за половину Сената Јужног Вијетнама. Опозициони кандидати добијају највише гласова, али је већина још увек на страни председника.
Америчке трупе и АРВН заједно покушавају да зауставе прилив снага из Северног Вијетнама преко Камбоџе прво бомбардовањем, па затим и војном акцијом, али Вијетконг пресреће америчке снаге у џунглама, које Никсон повлачи након интервенције конгреса. Тиме је отклоњена могућност да САД спрече инфилтрацију Вијетконга на Југ. У 1970. влада Камбоџе која је благонаклоно гледала на снаге Северног Вијетнама је збачена, а за премијера постављен Лон Нол који је желео да спречи транспорте и инфилтрацију, али му то није пошло за руком упркос здруженим напорима АРВН-а и владиних трупа.
Џејн Фонда (бивша супруга оснивача Си-Ен-Ена Теда Тарнера) у Ханоју држи митинг против рата.
Дана 8. фебруара 1971. АРВН и америчка авијација упадају у Демократску Народну републику Лаос да би зауставили инфилтрације из Северног Вијетнама. У почетку су направили солидан напредак и успели да заузму Чепоне почетком марта. Међутим, одлучношћу Вијетконгових војника и грешкама у обавештајном раду (АРВН није знао да снаге Вијетконга и Северног Вијетнама поседују тенкове) офанзива је заустављена, а АРВН је био принуђен на повлачење. АРВН је изгубио 1146 људи, 4236 је било рањено, а 237 нестало. Сајгон је тврдио да је у офанзиви погинуло 13 668 комуниста, али ово је гледано са дозом скепсе од стране посматрача.
Од априла до јула 1971. у Вијетнаму остаје 40.000 америчких војника. Ове године су одржани избори за Председника и Доњи дом. У скупштини је председник Тиу претрпео смањење подршке. Од 160 седишта опозиција је имала 60, дупло више него у претходном сазиву. Исте године председник Тиу је поново изабран за председника.
Вијетконг још увек не делује као што је то чинио пре Тет Офанзиве. Долази повремено до већих сукоба у Контум провинцији. Северни Вијетнам у међувремену гомила трупе око и у демилитаризованој зони између две земље. Према подацима, две дивизије регуларне Северно Вијетнамске војске се инфилтрирало преко границе. У марту 1972. долази до инвазије Северног Вијетнама. Око 15.000 северновијетнамских војника се успело пробити преко границе са Југом. У страховитом налету Северњаци су тенковима и борбеним возилима прегазили запањену трећу дивизију Јужњачке војске. За мање од недељу дана пола провинције Куангтри је под контролом комуниста. Из Камбоџе и Лаоса крећу 2 нове офанзиве према Бингхолну и Контуму. Офанзива је заустављена у мају, али је главни град провинције Куангтри такође дошао под комунистичку управу. Ово је био први пут да је један главни град провинције био под комунистичком контролом. Контум и Анлок у Бингхолну су били под опсадом, али су успели да се одбране.
Да би повратили изгубљено АРВН је покренуо контраофанзиву заједно са америчком авијацијом (америчке копнене трупе и остали су до тада већ готово напустили Вијетнам) којом је успео да прекине опсаде и поврати Куангтри Сити који је тада већ био у рушевинама од битака и бомбардовања. До краја офанзиве изгинуло је 15.000 АРВН војника и 83.000 Северњака и Вијетконговаца. Резултат је била погранична зона коју је сада контролисала војска Северног Вијетнама.
Никсону је то послужило као повод за бомбардовање Ханоја и луке Хајфонг. 18. децембра 1972. почиње 11-о дневно бомбардовање Ханоја. Америчка Певачица Џоан Баез долази у Ханој и пева у склоништима. Лука Хајфонг је нападнута 22. децембра 1972. Оштећене су амбасаде Народне Републике Бугарске, Народне Социјалистичке Републике Албаније, Египта, Републике Куба као и совјетски и кинески бродови. Бомбардовање престаје 29. децембра 1972.
Мировни преговори који су трајали већ неколико година у сенци борби резултују потписивањем споразума 27. јануара 1973. Обе стране су се одрекле нечега. Северни Вијетнам је обећао прекид ватре на Југу. За узврат је добио обећање да ће бити расписани избори, у чијем припремању ће моћи учествовати Вијетконг, и најважније дозвољено је комунистима да остану у регионима које су заузели претходне године, драстично слабећи положај Јужног Вијетнама. Последња војна помоћ Јужном Вијетнаму упућена је 20. јануара 1973, али је финансијска наставила да пристиже. Примирје ступа на снагу у поноћ по Гриничу 23. јануара 1973.
Идућа 1974. пролази у ишчекивању. Никсона 1974. обарају са власти афером Вотергејт што је за режим у Сајгону значило да је остављен. Крајем децембра 1974. Војска Северног Вијетнама спрема акцију инвазије на Југ.

## Крај рата
Почетком 1975. године ситуација се погоршала за Јужни Вијетнам. Помоћ је скресана на минимум, док Север добија велику помоћ од Совјетског Савеза и Кине. Поред тога Јужни Вијетнам је испуњен са око 200.000 припадника снага Северног Вијетнама којима је територија гарантована споразумом из 1973.
У Јануару 1975. долази до офанзиве из Камбоџе у којој је пала читава провинција Пуок Лонг. У марту исте године нападнута су два провинцијска града у Контуму и Плеику. Заједно са тим комунисти су 10. марта напали Бан Ме Тоут, још један град на северу Јужног Вијетнама. АРВН је пружио значајан отпор, али је град брзо пао. 14. марта председник Тиу лети у оперативан центар Другог корпуса у На Трангу. Тамо је починио грешку која је по многима коштала Јужни Вијетнам свог постојања. Амерички саветници и АРВН генерали су тражили повлачење са северних планина, јер их је било тешко бранити. Председник је невољно пристао.
Повлачење се претворило у неорганизовану бежанију када се локално становништво почело повлачити са војском. Било је случајева да су бебе напуштане поред пута. Када су војници и избеглице биле близу Туи Хоа, Северњаци су отворили артиљерску паљбу додатно погоршавајући ситуацију.
У граду Хуе, који је још северније, завладала је велика паника. Већина грађана који су се још увек сећали Тет офанзиве желели су да оду што пре. Армија је такође мислила да је Председник и њој наредио да се повуче што је изазвало хаос. Председник Тиу се 20. марта обратио нацији са обавештењем да Хуе није пао. Хуе је у прошлости био царски главни град, што га је чинило градом од великог психолошког значаја. Покушано је да се одбрана организује, али је град пао након 6 дана.
Пажња се усмерила на Да Нанг у коме је било преко 500.000 избеглица. То је створило врхунац панике у коме су се људи тукли, некад и на смрт, за места у аутобусима и авионима до Сајгона. Многи су отишли бродовима и сплавовима. Председник Тиу је наредио да се Да Нанг брани по сваку цену, али је град убрзо пао.
Почетком априла Сајгон је био преплављен избеглицама, а влада је контролисала радијус од 60 km око града. Владине трупе су организовале снажну одбрамбену линију код Зван Лока коју су успели да одрже 2 недеље трпећи огромне губитке.
За то време неки од њихових сународника у Сајгону покушавају да напусте државу. Америчка амбасада и аеродром Тан Сон Нут су постали претрпани људима очајним да напусте земљу. 143.000 Јужних Вијетнамаца је евакуисано. Влада Јужног Вијетнама захтева интервенцију војске САД. Америка не чини ништа. Тиу подноси оставку 21. априла 1975. и у опроштајном говору жестоко напада САД оптужујући их за издају. Као доказ показује Никсоново писмо у коме се Јужном Вијетнаму гарантује заштита од инвазије са Севера. Како је Никсон поднео оставку није могао да то обећање и испуни.
Тиу је добио азил у Тајвану, након чега је живео у Уједињеном Краљевству да би се преселио у САД где је живео до своје смрти 2001. В. Д. Председника САД Џералд Форд објављује у Њу Орлеансу крај рата говорећи да је Америка спасила част и победила.
Тиуа наслеђује потпредседник Ван Хунонг који моментално подноси оставку након што је Северни Вијетнам одбио да преговара са њим. Опсада Сајгона почиње 25. априла 1975. Обруч се стегао 28. априла 1975. Тог истог дана генерал Мин, један од вођа удара против Диема и опозиционар постаје последњи председник Јужног Вијетнама. У 16:30 29. априла 1975. амбасадор САД бежи из Сајгона са њим иду и дипломате других западних земаља. У 7 часова и 53 минута 30. априла 1975. последњи војници САД напуштају Сајгон и Вијетнам. У 11 часова 30. априла 1975. званично крај Јужног Вијетнама предајом коју је објавио председник Мин. Долази до спорадичних сукоба по Сајгону који изазивају неорганизовање групе АРВН и полиције који су угушени у току неколико дана. Неколико полицајаца и војника је извршило самоубиство.
Сутрадан 1. маја 1975. Сајгон је крштен именом Хо Ши Мин, а 7. маја 1975. одржана је парада победе чиме је рат окончан након 30 година. 1977. проглашена је Социјалистичка Република Вијетнам.

## Последице
Жртве рата су биле огромне. Са вијетнамске стране оне су биле око 1.000.000 комуниста, 183.000 мртвих АРВН, 500.000 рањених АРВН. Најмање милион цивила на југу је изгинуло, а процењује се да је 935.000 рањено, али се тачан број не зна. У Америци подаци су конфузни званично се тврди да је погинуло око 58.000 војника, док други војни извори тврде да је просечно месечно гинуло по 1000 америчких војника што значи 12.000 годишње, помножено са 11 година присуства у Вијетнаму излази дупло више од званичног податка, а у ову цифру се не рачунају они који су пали у заробљеништво и о којима се ни данас ништа не зна. Погинуо је и 501 Аустралијанац, 5.000 Јужних Корејаца, 38 Новозеланђана и 351 Тајланђанин.
Након уједињења око 2.000.000 људи је напустило Јужни Вијетнам, углавном чамцима. Тако су и добили име „Људи из чамаца“. Након завршетка рата, доста људи који су имали везе са владом Јужног Вијетнама и армијом који је чинило око 1.000.000 људи је послато у логоре за такозвано преваспитавање, где су били политички индоктринирани и малтретирани. Њихова деца су такође жигосана и отежан им је приступ јавним службама. Овакав третман је натерао неке од њих да напусте земљу.
Север је као највећу препреку уједињењу навео сувише раскошан стил живота људи из Јужних градова и речено је да постоји потреба да се њихов начин живота „декомпресује“. Вијетнам је након рата уживао подршку Совјетског Савеза и Кине. Милион људи је насилно пресељено из градова у села да би поспешили пољопривредну производњу. Вођство нове Социјалистичке Републике Вијетнам је 1986. донело одлуку да почне реформе пошто чист комунизам није дао резултате. Реформе под називом Дои Мои (економско реновирање) су отвориле Вијетнам капитализму. Након пропасти Совјетског Савеза морали су још више ићи у овом правцу зближавајући се економски са Јапаном и САД. Односи Вијетнама и САД нормализовани су 1995. године када је Вашингтон укинуо трговински ембарго, а 2001. нормализована је трговина са Вијетнамом.
Бивши премијер Јужног Вијетнама Ки посетио је 2004. године своју отаџбину и понудио помоћ. Један је од ретких који је то урадио, што је изазвало негодовање неких од тромилионске дијаспоре. Великим слетом у Ханоју 1. маја 2005. прослављено је 60 година победе над јапанским и 30 година победе над америчким завојевачем.
По мишљењу неких, Вијетнам је земља која граби напред спроводећи реформе кинеског типа, али се труди да не заборави своју борбу за уједињење. Међутим, према финансијским подацима, Вијетнам је земља са ниским нивоом производње по становнику, што је мера развоја неке земље. Јужна Кореја, на пример, чији је развојни пут економије био сличан развојном путу који је имао Јужни Вијетнам има ниво производње по становнику од 20.300 долара, док Вијетнам има 3.000 долара по становнику (извор: ЦИА)

## Занимљивости
- Једна од највећих и најпознатијих песама Џона Ленона је написана баш против Вијетнамског рата. Та песма је "All we are saying is give peace a chance". То је такође и најпознатија анти-ратна песма засада.[тражи се извор]